# Bill Bruford

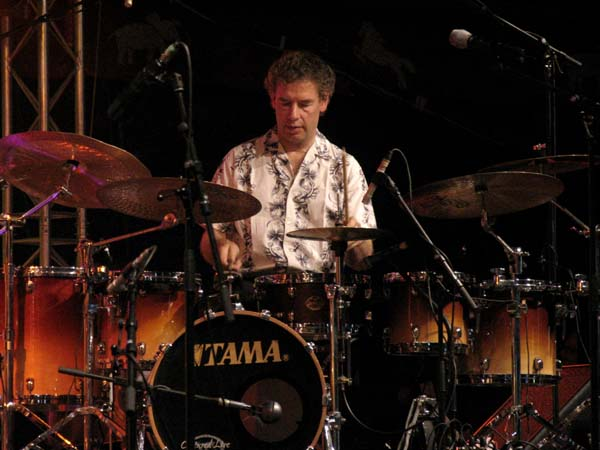
Bill Bruford in Deutschland beim Moers Festival 2004

William Scott „Bill“ Bruford (* 17. Mai 1949 in Sevenoaks, Kent, England) ist ein britischer Schlagzeuger, der durch seinen kraftvollen, virtuos-komplexen polyrhythmischen und polymetrischen Spielstil und als prominente Person der Progressive-Rock-Bewegung der späten 1960er- und 1970er-Jahre sowie der Jazzszene bekannt ist. Der Rolling Stone listete Bruford 2016 auf Rang 16 der 100 größten Schlagzeuger aller Zeiten.
Bruford wurde vor allem durch seine Mitgliedschaft in einigen der bedeutendsten Progressive-Rock-Bands bekannt; so wirkte er als Musiker bei Yes, King Crimson, Pavlov’s Dog (1976 live) und Genesis (1976 live auf der A-Trick-of-the-Tail-Tour) mit. In den 1980er Jahren hat er das Schlagzeugspiel durch den Einsatz von elektronischen Schlagzeugen und den Melodic-Drumming-Stil beeinflusst.

## Karriere

### Frühe Jahre
Mit zwölf Jahren bekam Bruford sein erstes Schlagzeug von seinen Eltern. Zu diesem Zeitpunkt hörte er bereits britischen Jazz, darunter Chris Barber und Acker Bilk. Kurze Zeit später verfolgte er die BBC-Reihe Jazz 625 im Fernsehen, über die er die aktuellen amerikanischen Stars kennenlernte. 1962 schenkte ihm seine Schwester sein erstes Paar Besen.
In den Jahren 1963 bis 1967 spielte Bruford mit jazzinteressierten Mitschülern zusammen. Er erhält zeitweise Musikunterricht, unter seinen Lehrern ist Lou Pocock, Schlagzeuger beim Royal Philharmonic Orchestra.

### Yes (1968–1972)
Bruford begann seine professionelle Karriere als Mitglied der englischen Progressive-Rock-Band Yes, der er von 1968 bis 1972 angehörte. Im Juni 1968 gründeten Sänger Jon Anderson und Bassist Chris Squire in London die Band. Auf Bill Bruford kamen die beiden durch eine Kleinanzeige Brufords im Melody Maker, der nach zwei erfolglosen Versuchen eine neue Band suchte. Der Sänger Anderson war begeistert von Brufords Spieltechnik, und so wurde er der dritte im Bunde. Kurze Zeit später hatte man sich darauf verständigt, den Keyboarder Tony Kaye und den Gitarristen Peter Banks, mit dem Squire schon bei The Syn zusammenspielte, in die Band zu holen.
Im September verließ Bruford die Band bereits wieder, um ein Studium der Wirtschaftslehre und der Soziologie an der Universität von Leeds aufzunehmen. Allerdings stellte sich mit dieser, auch von den Eltern gewünschten, Entscheidung ein andauerndes Gefühl der Unzufriedenheit ein. Als Bruford erfuhr, dass Yes keinen adäquaten Ersatz am Drumset fanden, ließ er sich dann nach einem Auftritt der Band an seiner Uni überreden, wieder einzusteigen. Nachdem ihm die Universitätsleitung ein Jahr Freigang, um zu touren, nicht gestattete, brach Bruford das Studium endgültig ab und wurde langjähriges Mitglied bei Yes.
Die ersten beiden Yes-Platten, noch stark von den Beatles und der Popmusik der späten 1960er-Jahre beeinflusst, sind durch Brufords für diesen Kontext ungewöhnlich jazziges Schlagzeugspiel geprägt. Auf drei weiteren Alben, The Yes Album, Fragile und Close to the Edge, die heute als Klassiker des Progressive Rock gelten, entwickelte er einen eigenen, charakteristischen Rock-Schlagzeugstil, der Jazzelemente beibehielt, aber klar im Rockbereich anzusiedeln ist. Ein frühes Beispiel für sein charakteristisch orchestrales Spiel ist das Stück Heart of the Sunrise vom Album Fragile (1971).
Angestrengt vom zeitraubenden Perfektionismus Yes' und überzeugt davon, dass er mit Close to the Edge den Gipfel der kreativen Möglichkeiten der Band erreicht habe, verließ Bruford im Jahre 1972 Yes, um sich Robert Fripps' King Crimson anzuschließen. Yes, die kurz vor dem Beginn einer großen Tournee standen, ersetzten Bruford durch den ehemaligen Schlagzeuger der John-Lennon-Band, Alan White.

### King Crimson (1972–1974)
Die düstere, avantgardistischere, wie der Jazz auf Improvisation bauende Musik King Crimsons hatte Bruford schon seit einigen Jahren fasziniert.
Bandleader Robert Fripp, der sich 1972 vor die Aufgabe gestellt sah, eine vollkommen neue Band zusammenzustellen (da die vorige Besetzung nach der letzten Tournee auseinandergefallen war), konnte neben Bruford den Ex-Family-Sänger und -Bassisten John Wetton, Jamie Muir (Perkussion) und den Geiger David Cross engagieren. Die Texte schrieb Wettons langjähriger Freund Richard Palmer-James.
Die Musik der neuen Besetzung vereinigte Einflüsse von Hard Rock und Heavy Metal mit Jazz und experimentellen Elementen. Besonders die Rhythmussektion Bruford und Wetton stach durch ihre Präzision und Improvisationskunst hervor.
Mit King Crimson spielte Bruford drei Alben ein, bis Fripp die Band nach Red im September 1974 auflöste.
1973 hatte Bruford geheiratet.

### Sessions (1975/1976)
Danach schloss er sich verschiedenen Bands an, er spielte und tourte zunächst mit Gong. 1975 arbeitete er als Sessionmusiker für seine ehemaligen Yes-Kollegen Steve Howe und Chris Squire, für Roy Harper und die Bands Pavlov’s Dog, Absolute Elsewhere und National Health.
1976 spielte er mit Phil Collins’ Brand X und schloss sich für kurze Zeit Genesis an, wo er Collins am Schlagzeug ersetzte, da dieser die Aufgaben von Peter Gabriel als Sänger übernahm. Mit Genesis spielte Bruford sein 1.000. Konzert und ist auf dem Live-Album Seconds Out zu hören.

### UK (1977–1980)
1977 war es zu Gesprächen zwischen Bruford, Wetton und dem ehemaligen Yes-Keyboarder Rick Wakeman gekommen. Eine geplante musikalische Zusammenarbeit kam jedoch nicht zustande, da Wakemans Plattenfirma aus vertraglichen Gründen die Gründung einer neuen Band verhinderte. Die drei Musiker schrieben jedoch einige Songs zusammen, darunter Back to the Beginning, Beelzebub und Paper Talk, von denen einige später für Soloalben von Wetton und Bruford neu aufgenommen wurden.
Bruford und Wetton wollten ihre Zusammenarbeit jedoch fortsetzen. Jeder von beiden versuchte daher, einen weiteren Musiker für eine nun neu zu gründende Band zu gewinnen. Bruford konnte den gefragten Fusion-Gitarristen Allan Holdsworth engagieren, Wetton engagierte den Keyboarder und Geiger Eddie Jobson, der zuvor mit Curved Air und Roxy Music bekannt geworden war. Gemeinsam gründeten sie die letzte Progressive-Rock-Supergroup der 1970er-Jahre, UK.
In dieser Besetzung spielte die Band allerdings nur das 1978 veröffentlichte Debüt-Album U.K. ein. Nach einer erfolgreichen Welttournee verließen Holdsworth und Bruford die Band. Bruford wurde durch Terry Bozzio (ex-Frank Zappa) ersetzt und die Band arbeitete als Trio weiter.

### Bruford (1977–1980)
Ebenfalls 1977 entschloss sich Bruford, eine Solokarriere zu starten. Mit Dave Stewart (Keyboards), Jeff Berlin (E-Bass) und Allan Holdsworth (Gitarre) gründete er die Fusion-Band Bruford. Diese existierte zunächst parallel zu UK.
Auf dem ersten Album Feels Good to Me (1977) sang Annette Peacock, das zweite Album, One of a Kind (1978) dagegen war instrumental. Nach diesem Album verließ Holdsworth unzufrieden die Band. 1979 erschien The Bruford Tapes und 1980 Gradually Going Tornado. 1980 tourte Brufords Band gemeinsam mit Brand X. Im selben Jahr löste Bruford die Band nach massiven Problemen mit ihrer Plattenfirma E.G. auf.

### Wiedervereinigung von King Crimson (1980–1985)
Auch nach dem Ende von UK blieb Bruford dem Progressive Rock verbunden: Anfang 1981 dachten Robert Fripp und er über die Gründung einer neuen Band nach, die sie zunächst Discipline nennen wollten. Die beiden engagierten den Bassisten Tony Levin (ex-John Lennon, Yoko Ono und Peter Gabriel) sowie Adrian Belew, der gerade mit den Talking Heads auf Tour war, als zweiten Gitarristen neben Fripp. Während der Bandproben und ersten Konzerten wurde klar, dass die neue Band im Grunde ein neues King-Crimson-Lineup darstellte und man benannte sich, auch aus marktstrategischen Gründen, in "King Crimson" um. In dieser Besetzung entstanden die Alben Discipline, Beat und Three of a Perfect Pair. Auf diesen Alben sind zum ersten Mal die Simmons-E-Drums zu hören, mit denen Bruford zu experimentieren begonnen hatte. Aufgrund massiver Spannungen innerhalb der Band (vor allem zwischen Fripp und Belew sowie zwischen Fripp und Bruford) löste Fripp King Crimson 1984 erneut auf.
Während seiner Zeit bei King Crimson hatte Bruford weitere Sessions gespielt, unter anderem für Lucasfilms, Al Di Meola und Simon Darlow.

### Moraz-Bruford (1983–1985)
Es folgten zwei Alben mit dem Moody-Blues- und ehemaligen Yes-Keyboarder Patrick Moraz. Music for Piano and Drums (1983) ist komplett akustisch gehalten, ein reines Klavier/Schlagzeug Album das zeigt, wie fantasievoll und abwechslungsreich das Duo zu komponieren und zu spielen in der Lage war. Bill Bruford nennt diese Musik 'semi-improvisierte Musik', der kompositorische Rahmen wird zu großen Teilen durch Improvisationen angefüllt und belebt. 'Music For Piano And Drums' ist heute ein Klassiker der semi-improvisierten Musik.
Das zweite Album Flags (1985) erweiterte die Palette der Klangfarben um Synthesizer und E-Drums, die Improvisationen wurden zugunsten stärker ausgearbeiteter Arrangements etwas zurückgenommen. Mit beiden Alben tourte das kongeniale Duo durch die Vereinigten Staaten und Europa.

### Sessions (1986)
Im Jahr 1986 spielte Bruford erneut eine Reihe von Sessions. Unter anderem arbeitete er mit David Torn, Tony Levin und Mark Isham zusammen.
David Torns' Album 'Cloud About Mercury' von '86 ist ein Album auf dem Brufords' musikalische Qualitäten auf bestechende Weise zur Geltung kommen. Sein Spiel mit dem elektronischen Drumset brilliert und prägt das Klangbild wie auf kaum einem anderen Album.
Mit dieser Band von bemerkenswerter Qualität: David Torn guitar, guitar synthesizer, Mark Isham trumpet, electronic trumpet, Tony Levin stick, bass, Bill Bruford electronic percussion und dem Album im Gepäck tourt Torn durch die USA.

### Earthworks (seit 1986)
1986 rief Bruford die Jazz-Band Earthworks ins Leben. Zu diesem Zeitpunkt gehörten ihr außer ihm der Keyboarder Django Bates, der Saxophonist Iain Ballamy und Mick Hutton an. Die Band nannte sich zunächst Bill Bruford Quartet. Im Oktober erschien ihr erstes Album, Earthworks. Die Band tourte daraufhin durch Japan.
Im darauffolgenden Jahr tourte er mit Earthworks, David Torn und Mick Karn und arbeitete in Japan mit Kazumi Watanabe zusammen.
Auch war 1988 Bruford mit Earthworks unterwegs, allerdings musste eine Reihe von Konzerten abgesagt werden: Hutton und Ballamy zerstritten sich, und Ballamy heiratete seine Freundin, die seit einiger Zeit an Krebs erkrankt war. Eine Woche nach der Hochzeit starb sie.
Dennoch nahm die Band im November die Arbeit an ihrem zweiten Album Dig? auf.

### Wieder bei Yes (1989–1992)
Frustriert vom immer geringer werdenden Einfluss auf die Geschicke von Yes, nahm Sänger Jon Anderson 1988 Kontakt mit Bruford, dem Gitarristen Steve Howe (bis 1981 bei Yes) und Rick Wakeman (bis 1979 bei Yes) auf. Beeindruckt von Brufords elektronischem Schlagzeug erläuterte Anderson ihm seinen Plan, und Bruford willigte zunächst noch in dem Glauben ein, er solle auf einem Soloprojekt Andersons mitwirken. Als die Idee im Raum stand, mit Chris Squire zusammenzuarbeiten, lehnte er dies ab. Stattdessen schlug er Tony Levin vor, mit dem er befreundet ist und der in der Folge die Bassparts auf dem neuen Album einspielte.
Bruford spielte mit der schließlich Anderson, Bruford, Wakeman, Howe genannten Band ein gleichnamiges Studioalbum ein, von dem gut 750.000 Einheiten verkauft wurden, als es herauskam. Diese inoffizielle Yes-Besetzung tourte knapp 2 Jahre um die Welt, bevor Anderson und die beteiligten Plattenfirmen die Band mit der gleichzeitig existierenden, in Kalifornien beheimateten und Yes/West genannten originalen Band fusionierten – gegen den Willen Brufords und Wakemans. 1991 erschien das umstrittene Yes-Album Union, an dem acht zerstrittene Yes-Musiker und zahlreiche Session-Musiker beteiligt waren. 1992 verließ Bruford die Band; das 1993 erschienene The Symphonic Music of Yes ist bislang seine letzte Zusammenarbeit mit Yes-Musikern.
Während seiner Zeit mit Anderson, Bruford, Wakeman, Howe und Yes spielte Bruford auch einige Konzerte mit Earthworks. Im Januar 1991 hatte die Band sogar Zeit gefunden, ihr drittes Album, (All Heaven Broke Loose) aufzunehmen.
Am 16. Januar 1991 spielte Bruford sein 2000. Konzert.

### Wieder bei King Crimson (1994–1997)
1993 hatten Earthworks ihr vorerst letztes Konzert gegeben. Django Bates’ Karriere verlief derart positiv, dass er Brufords Band verließ.
1994 spielte Bruford erneut Sessions, diesmal für die Buddy Rich Big Band, Joe Hisaishi und Keyfax Software.
Etwa zur Zeit seines Ausstiegs bei Yes hatte King-Crimson-Gitarrist Robert Fripp die Idee entwickelt, zwei gleich besetzte Trio-Einheiten (Gitarre, Bass und Schlagzeug) innerhalb einer Band einander gegenüberzustellen. Fripp wollte selbst mit dem Gitarristen/Bassisten Trey Gunn und dem Schlagzeuger Pat Mastelotto das eine Trio bilden, für das andere waren Adrian Belew, Tony Levin und der Peter-Gabriel-Schlagzeuger Jerry Marotta vorgesehen. An seiner Stelle wurde jedoch erneut Bill Bruford engagiert. Diese von Fripp sogenannte Double-Trio-Besetzung spielte in den folgenden Jahren die beiden Studioalben VROOOM (1994) und THRAK (1995) sowie einige Live-Alben ein. Musikalisch verband die neue King-Crimson-Besetzung erneut Hardrock-Elemente mit Noise-Musik und den eher am klassischen Pop-Song orientierten Stil des 1980er-Jahre-Lineups. Während Pat Mastelotto dabei einen klaren, konstanten Beat spielte, übernahm Bruford die Rolle des freier agierenden Schlagzeugers, der diese Freiheit nutzte, um polymetrische Rhythmen zu erzeugen.
In King-Crimson-Pausen spielte Bruford mit dem World Percussion Ensemble, dem auch Chad Wackerman, Luis Conte und Doudou N’Daiye Rose angehörten.
Wegen der überaus hohen Unterhaltskosten für eine sechsköpfige Band war es nicht möglich, länger auf diese Weise weiterzuarbeiten, und Fripp beschloss, die Band in mehrere variierende Teileinheiten mit drei, vier oder fünf Musikern aufzuspalten, die sehr kurzfristig vor allem improvisierte Musik spielten, die in der Folge in ein neues Projekt der gesamten Gruppe einfließen sollte. Es entstanden die Projekte ProjeKct One, ProjeKct Two, ProjeKct Three und ProjeKct Four, die über einen kurzen Zeitraum hinweg einige Konzerte in den USA und in Japan gaben. Am Ende dieser Bandphase, 1997, verließ Bruford aufgrund neuer Streitigkeiten mit Fripp die Band, um sich nun voll einer Karriere im Jazz widmen zu können.

### Rückkehr zum Jazz
1997 spielte Bruford zusammen mit Ralph Towner und Eddie Gomez das Album If Summer Had its Ghosts ein und gründete zusammen mit Tony Levin die Band Bruford Levin Upper Extremities (B.L.U.E.).
Gleichzeitig rief Bruford eine Neuauflage von Earthworks ins Leben. Die neue Band tourte im Wechsel mit B.L.U.E. 1998 erschien Earthworks' A Part and Yet Apart.
Bruford suchte neue Wege der Vermarktung und startete, zunächst zögerlich, eine Website.
1999 plante Eddie Jobson eine Neuauflage von UK. Ein Album namens Legacy in der Besetzung Jobson, Bruford, Wetton wurde mit den Gastmusikern Tony Levin (E-Bass), Francis Dunnery (Gitarre) und Steve Hackett (Gitarre) 1999 eingespielt. Wetton verließ das Projekt jedoch bald. Später ließ Bruford seine Beiträge löschen. Eine Neueinspielung als Soloalbum Jobsons war zunächst vorgesehen, doch das Album wurde niemals fertiggestellt, weil Streit um die Eigentumsrechte an den Aufnahmen entstanden war.

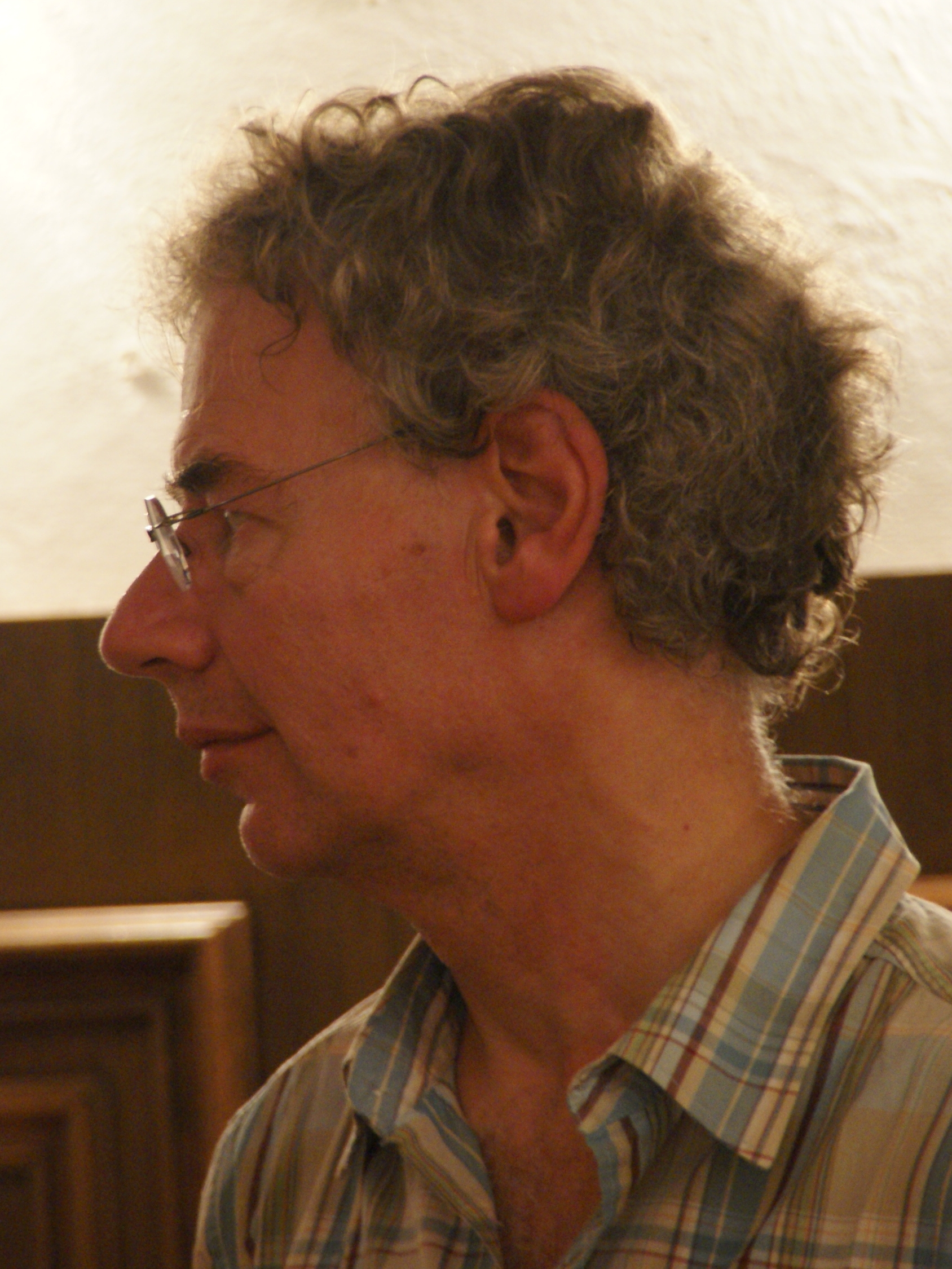
Bill Bruford in Grožnjan beim International Percussion Summer Camp 2009

Bruford wandte sich nun endgültig dem Jazz zu. Er spielte mit Larry Coryell und nahm mit Earthworks das Album The Sound of Surprise (2000) auf. Über seine Website wurde er nun Musiker, Komponist, Manager und Vertriebsleiter.
2002 erschien Earthworks' Footloose and Fancy Free, zusammen mit der DVD Footloose in NYC. Seit diesem Jahr arbeitet er daneben auch mit dem niederländischen Pianisten Michiel Borstlap zusammen.
2004 gründete Bruford die Plattenlabels Summerfold und Winterfold Records, die ihm eine Neustrukturierung seiner vielfältigen Aufgaben ermöglichten. Auf Summerfold erscheinen seitdem neue Releases, auf Winterfold Archivmaterial. Dennoch wurden Earthworks-Konzerte in den folgenden Jahren seltener. Erst seit 2006 arbeitet Bruford wieder verstärkt als Musiker. Die beiden neuen Labels produzierten erstmals 2007 Gewinn; zu diesem Zeitpunkt waren etwa 30 Titel veröffentlicht worden. Daneben setzte Bruford seine Zusammenarbeit mit Michiel Borstlap fort. Am 1. Januar 2009 gab er überraschend seinen Rücktritt bekannt und zog sich in den Ruhestand zurück.
Im Jahr 2024 wurde bekannt, dass er sich der Jazzband Pete Roth Trio angeschlossen hat und mit dieser Konzerte in England absolviert hat.

## Stil
Brufords Stil ist durch seine Begabung für Polyrhythmik (vgl. etwa die King-Crimson-Alben der 1980er-Jahre) und sein ausgeprägt melodiöses, orchestrales Spiel (vgl. etwa seine Arbeiten mit Yes und Patrick Moraz) bestimmt. Er gilt dabei als sehr präziser Schlagzeuger. Charakteristisch ist der scharfe, helle Klang seiner Snaredrum, der durch einen Rimshot erzeugt wird.

## Brufords Schlagzeug
Bruford gilt von Beginn seiner Karriere an als Innovator. So brachte er das Jazzschlagzeug in den Progressive Rock ein und wurde Anfang der 1980er-Jahre zu einem Pionier der neuen Simmons-E-Drums, die er etwa fünfzehn Jahre lang, während seiner Zeit bei King Crimson, Anderson, Bruford, Wakeman, Howe und Yes, mit einem akustischen Set kombinierte. Mit Yes spielte er 1991/1992 das teuerste Drumkit der Welt (zwei Simmons SDX im Wert von 40.000 US-Dollar).
Erst in seiner Jazzband Earthworks kehrte er nach und nach zu einem rein akustischen Kit zurück.
Bruford spielte zuletzt ein im Vergleich zu anderen Drummern recht kleines Kit (Tama Starclassic oder Starclassic Performer), bestehend aus:
- 14x6″ BB146 (Bill Bruford Signature Snare)

Seit den frühen Tagen von Yes ist die außergewöhnlich hoch gestimmte Snaredrum Brufords Markenzeichen. Dieser spezielle Sound entstand dadurch, dass Yes-Bassist Chris Squire mit Vorliebe besonders laut und höhenreich spielte, was Bruford dazu brachte, sein Instrument entsprechend hoch und durchsetzungsfähig zu stimmen.
- 10x9″-, 12x11″-, 13x12″-Tomtoms
- 16x16″-Floortom
- 20x16″- oder 22x16″-Bassdrum

Becken (Paiste):
- 13″ Dimensions Thin Heavy Hi-Hat
- 16″ Traditional Thin Crash
- 20″ Signature Flat Ride
- 18″ Dimensions Medium Ride
- 20″ Traditional medium Swish China

- 5″ A.A. Meinl und 8 LP Cowbells

Brufords Anordnung der einzelnen Schlaginstrumente ist ungewöhnlich. Eine Reihe Becken vor einer Reihe Trommeln, alle Trommeln stehen waagrecht, mit der Snaredrum im Zentrum und je zwei Tomtoms in symmetrischer Anordnung links und rechts davon (üblich ist ein Aufbau nach der Tonhöhe, ansteigend von rechts nach links). Diese Anordnung ist technisch anspruchsvoller, schafft demgegenüber aber neue Spielmöglichkeiten.

## Diskografie

### Yes
- Yes (1969)
- Time and a Word (1970)
- The Yes Album (1971)
- Fragile (1972)
- Close to the Edge (1972)
- Yessongs (1973, live)
- Union (1991)

### King Crimson
- Larks’ Tongues in Aspic (1973)
- Starless and Bible Black (1974)
- Red (1974)
- USA (1975, live 1974)
- Discipline (1981)
- Beat (1982)
- Three of a Perfect Pair (1984)
- The Great Deceiver (1992, live 1973–1974)
- VROOOM (1994)
- THRAK (1995)
- B’Boom: Live in Argentina (1995, live 1994)
- THRaKaTTaK (1996, live 1995)
- The Night Watch (1997, live 1973)
- Absent Lovers (1998, live 1984)
- Live at the Jazz Café (1999, live 1997)
- VROOOM VROOOM (2001, live 1995–1996)

### Steve Howe
- Beginnings (1975)
- The Steve Howe Album (1979)
- Turbulence (1991)

### Chris Squire
- Fish out of Water (1975)

### Rick Wakeman
- The Six Wives of Henry VIII (1973)
- The Classical Connection 2 (1991)

### Roy Harper
- HQ (1975)

### Absolute Elsewhere
- In Search of Ancient Gods (1976)

### Pavlov’s Dog
- At the Sound of the Bell (1976)

### UK
- U.K. (1978)

### Bruford
- Feels Good to Me (1977)
- One of a Kind (1978)
- Bruford – Rock Goes to College (2006, Aufnahmen von 1979)
- The Bruford Tapes (1979, live)
- Gradually Going Tornado (1980)
- Master Strokes: 1978–1985 (1986, Kompilation)

### Genesis
- Seconds Out (1977, live)
- Three Sides Live (1982, live)
- Archive II – 1976–1992 (2000)

### MitPatrick Moraz
- Music for Piano and Drums (1983)
- Flags (1985)
- In Tokyo (2009)

### Anderson, Bruford, Wakeman, Howe
- Anderson Bruford Wakeman Howe (1989)
- In the Big Dream (1989)
- An Evening of Yes Music Plus... (1993)

### Mit einigen Yes-Musikern
- The Symphonic Music of Yes (1993)

### Earthworks
- Earthworks (1987)
- Dig? (1989)
- All Heaven Broke Loose (1991)
- Stamping Ground: Bill Bruford's Earthworks Live (1994, live)
- Heavenly Bodies (1997, Kompilation)
- A Part and Yet Apart (1999)
- Sound of Surprise (2001)
- Footloose and Fancy Free (2002, live)
- Random Acts of Happiness (2004, live)

### Mit The New Percussion Group of Amsterdam
- Go Between (1987)

### Bruford mitRalph TownerundEddie Gomez
- If Summer Had Its Ghosts (1997)

### Bruford Levin Upper Extremities
- Bruford Levin Upper Extremities (1998)
- B.L.U.E. Nights (2000, live)

### Gordian Knot
- Emergent (2003)

### MitTim Garland
- Random Acts of Happiness (2004)
- Earthworks Underground Orchestra (2006)

### MitMichiel Borstlap
- Every Step a Dance, Every Word a Song (2004)
- In Two Minds (2007)
- In Concert in Holland (2004)

### MitDavid Torn
- Cloud About Mercury (1986)
- Door X (1990)

### MitKazumi Watanabe
- The Spice of Life (1987)
- The Spice of Life Too (1988)

### Mit Pianocircus
- Skin and Wire (2009)

Die letzte veröffentlichte Studioarbeit.